# 中葡職業技術學校
中葡職業技術學校（葡萄牙語：Escola Luso-Chinesa Técnico-Profissional），成立於1998年，為澳門教育及青年發展局轄下的公立學校，提供幼兒教育階段、小學教育階段、初中教育階段、高中職業技術教育、特殊教育小班、高中回歸職業技術教育等階段與類型的課程。

## 學校環境

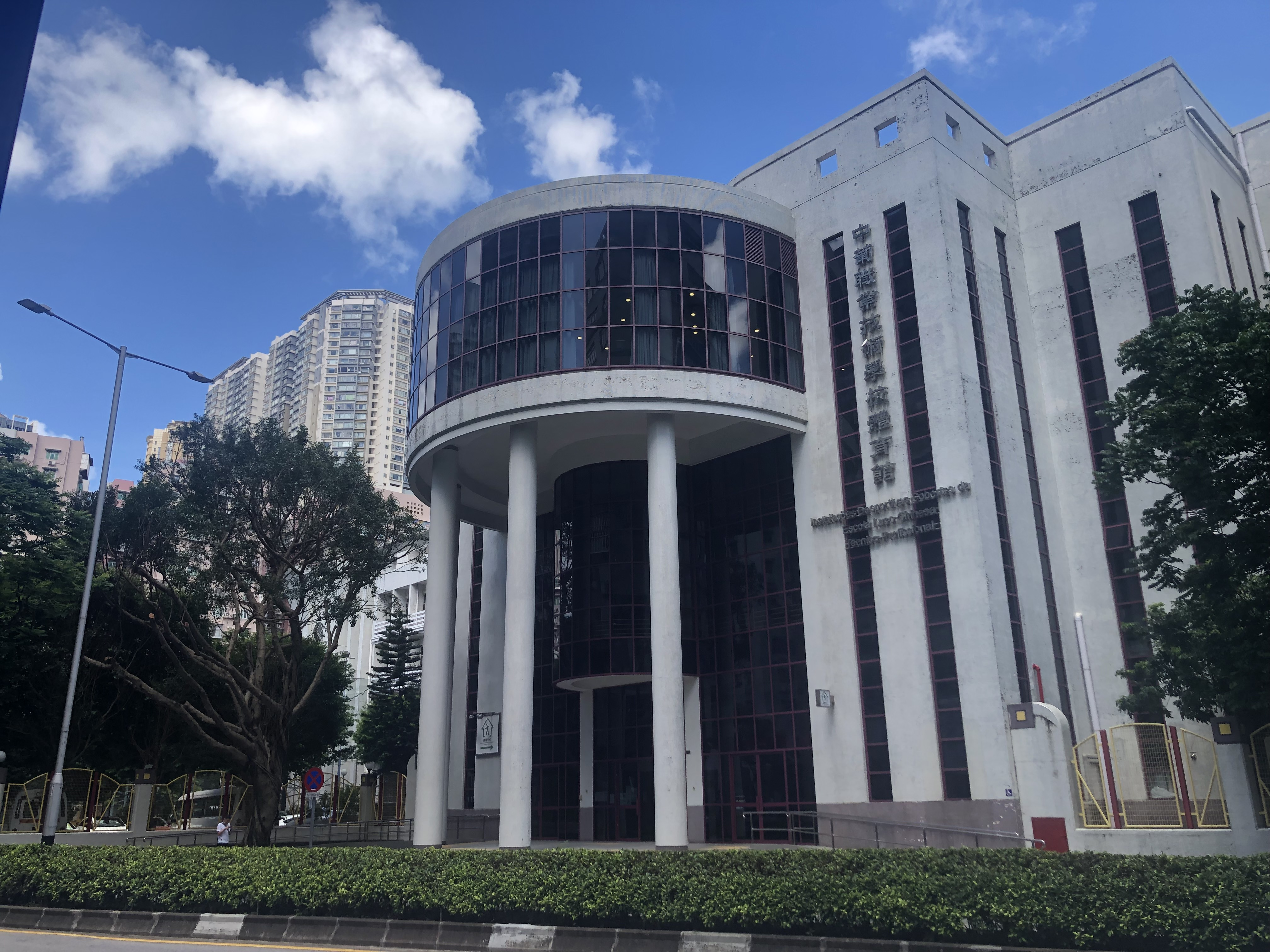
位於馬場東大馬路的體育館正門

學校位於黑沙環填海區，該區的整個G地段均屬學校範圍。學校的土地面積為12,365平方米，總建築面積為16,829平方米。學校樓高四層，共有課室37間，還有圖書館和多間特別培訓教室，包括5間電腦室、語言室、綜合視聽室、綜合電學實驗室、模擬辦公室、綜合科學實驗室三間（物理、化學、生物）、木工/機械實驗室、家政室、 美術室及音樂室等。 
另外，學校還有一個可以容納250人的禮堂、飯堂（設有提供學生休息、課外自修、網絡資訊區及交誼用等設施）、醫護室、會客室、校務辦公 室、會議室、教員辦公室和休息室等。 
學校還設置一個綜合運動場及兩個室外球場。綜合運動場包括一間多用途的體育館及一個室內游泳池，整個場館的面積達6,132平方米。另外，校園內還有兩個室外操場，供學生進行各種體育運動或其他活動之用。

## 各教育階段課程類別
- 幼兒教育课程
- 小學教育课程
- 初中教育課程
- 特殊教育小班課程（小學、初中、高中）[3]
- 高中職業技術教育課程
- 高中職業技術回歸教育課程（夜間課程）
  - 行政暨商業課程
  - 電腦技術課程
  - 工業維修電機技術課程

## 高中職業技術教育課程
- 資訊科技課程
- 旅遊技術課程（澳門旅遊大學合辦）
- 創意時裝設計及製作課程（生產力暨科技轉移中心合辦）
- 電子技術課程
- 平面設計課程 （澳門旅遊大學合辦）
- 中葡翻譯課程（澳門理工大學承辦）
- 健康照顧課程（澳門鏡湖護理學院合辦）[4]
- 國際廚藝課程（澳門旅遊大學合辦） （页面存档备份，存于）
- 舞台技術及活動製作課程

## 外部連結
- 澳門教育暨青年局 （页面存档备份，存于）
- 教育及青年發展局 （页面存档备份，存于）
- 中葡職業技術學校（页面存档备份，存于）
- 高美士中葡中學（页面存档备份，存于）